# Renan (BE)
Renan (Duits (verouderd): Rennen) is een gemeente en plaats in het Zwitserse kanton Bern, en maakt deel uit van het district Jura bernois. Renan telt 854 inwoners.

## Geboren
- Simone Oppliger (1947-2006), fotografe

## Overleden
- Ami Girard (1819-1900), militair en politicus